# Шефер, Карл (бригадефюрер СС)
Карл Шефер (нем. Karl Schäfer; 17 июня 1892, Гёрлиц — 2 ноября 1943, Кривой Рог, Днепропетровская область) — немецкий офицер, бригадефюрер СС и генерал-майор полиции (1943). Один из руководителей оккупационного режима в Прибалтике, Белоруссии и Украине.

## Биография
Родился в 1892 году.
7—24 апреля 1942 года исполнял обязанности руководителя СС и полиции Латвии, заменял бригадефюрера СС В. Шрёдера.
25 апреля — 22 мая 1942 года исполнял обязанности руководителя СС и полиции Литвы, заменял бригадефюрера СС Л. Высоцкого.
22 мая — 21 июля 1942 года — руководитель СС и полиции Белоруссии.
4 октября 1943 года назначен руководителем СС и полиции в округе Днепропетровск — Кривой Рог рейхскомиссариата Украина. Руководил проведением карательных операций против партизан.
С 21 июня 1943 года — бригадефюрер СС и генерал-майор полиции.
2 ноября 1943 года убит выстрелом снайпера в бою с партизанами севернее города Кривой Рог Днепропетровской области.